# Uschischir

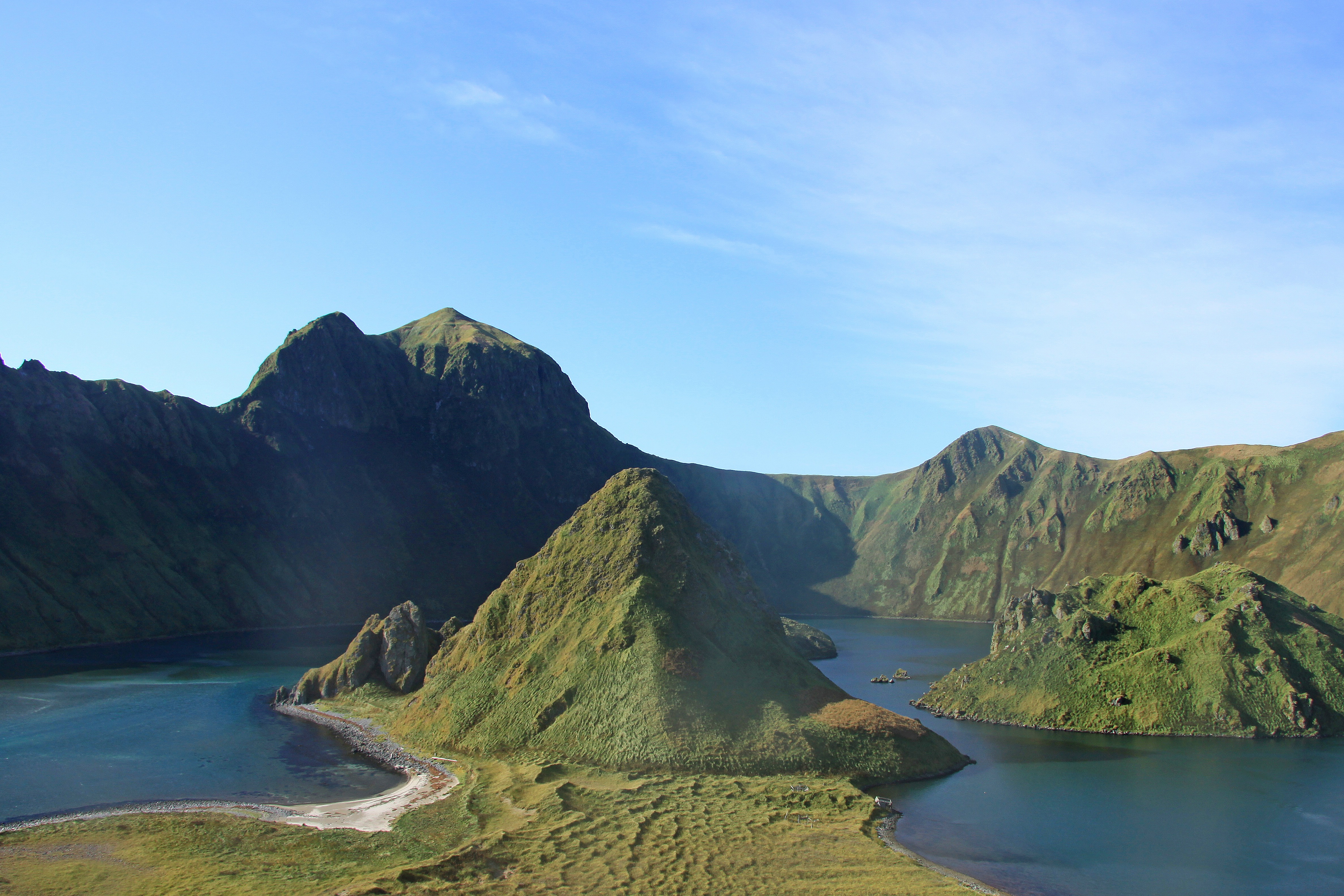
Caldera der Insel Jankitscha

Uschischir (auch Uschischur, russisch Острова Ушишир; jap. 宇志知島, Ushishiru-tō) bezeichnet eine Gruppe kleiner, unbewohnter Inseln im Archipel der Kurilen. Sie liegt im zentralen Bereich der Kurilen südwestlich der Insel Rasschua sowie nordöstlich der Insel Ketoi. Administrativ gehören die Inseln zur russischen Oblast Sachalin.
Uschischir ist ein weitgehend unter dem Meeresspiegel liegender Vulkan. Die Gipfelregion des Vulkans, die eine Höhe von 401 m über dem Meer erreicht, formt die Insel Jankitscha (russisch Янкича, jap. 南島, Minamijima, „Südinsel“), während die ehemalige Nordostflanke des Vulkans die 121 Meter hohe Insel Ryponkitscha (russisch Рыпонкича, jap. 北島, Kitajima, „Nordinsel“) bildet. Beide Inseln sind über einen schmalen, etwa 400 Meter langen Isthmus miteinander verbunden, der bei Ebbe trocken liegt.
Die Inselgruppe wurde früher von Ainu, die auf der Nachbarinsel Rasshua wohnten, zur Enten- und Adlerjagd genutzt. Gelegentlich wurde auf Uschischir überwintert. Im Nordteil finden sich Reste von Ainu-Wohnstätten.
Jankitscha (andere Schreibweise: „Yankicha“) weist die markante Kraterbucht Kureta-wan auf. Ihre Verbindung mit dem Meer im Süden kann bei Flut von kleinen Booten befahren werden. Die Bucht nimmt weite Teile der 1,6 Kilometer durchmessenden und vor rund 9400 Jahren entstandenen Caldera des Vulkans ein. Nach 1769 entstanden zwei neue Lavadome, die Inseln innerhalb der Bucht bilden. Zwei ältere Lavadome sind durch eine Sandbank mit dem Südostufer der Bucht verbunden. Im Südosten der Caldera gibt es ein Gebiet mit Fumarolen und heißen Quellen, das den Ainu als heiliger Ort galt. Der letzte bekannte Ausbruch des Vulkans war 1884, dabei kam es zu kleineren phreatischen Explosionen.
Einige Kilometer nordöstlich der Caldera liegen die ebenfalls zu Uschischir zählenden Srednego-Inseln (russisch Острова Среднего, jap. 摺手岩, Suride-iwa), die eine Höhe von bis zu 36 m über dem Meer erreichen. Die gesamte Landfläche aller Inseln beträgt etwa 5 km².